# Chalcolestes parvidens
Chalcolestes parvidens là loài chuồn chuồn trong họ Lestidae. Loài này được Artobolevsky mô tả khoa học đầu tiên năm 1929.